# 1996-os Formula–1 német nagydíj
A német nagydíj volt az 1996-os Formula–1 világbajnokság tizenegyedik futama.

## Futam
| Helyezés | Rajtszám | Versenyző             | Csapat/Motor       | Futott kör | Idő/Kiesés oka         | Rajthely | Pont |
| -------- | -------- | --------------------- | ------------------ | ---------- | ---------------------- | -------- | ---- |
| 1        | 5        | Damon Hill            | Williams-Renault   | 45         | 1h21:43,417            | 1        | 10   |
| 2        | 3        | Jean Alesi            | Benetton-Renault   | 45         | + 11,452               | 5        | 6    |
| 3        | 6        | Jacques Villeneuve    | Williams-Renault   | 45         | + 33,926               | 6        | 4    |
| 4        | 1        | Michael Schumacher    | Ferrari            | 45         | + 41,517               | 3        | 3    |
| 5        | 8        | David Coulthard       | McLaren-Mercedes   | 45         | + 42,196               | 7        | 2    |
| 6        | 11       | Rubens Barrichello    | Jordan-Peugeot     | 45         | + 1:42,099             | 9        | 1    |
| 7        | 9        | Olivier Panis         | Ligier-Mugen-Honda | 45         | + 1:43,912             | 12       |      |
| 8        | 15       | Heinz-Harald Frentzen | Sauber-Ford        | 44         | + 1 kör                | 13       |      |
| 9        | 19       | Mika Salo             | Tyrrell-Yamaha     | 44         | + 1 kör                | 15       |      |
| 10       | 12       | Martin Brundle        | Jordan-Peugeot     | 44         | + 1 kör                | 10       |      |
| 11       | 16       | Ricardo Rosset        | Footwork-Hart      | 44         | + 1 kör                | 19       |      |
| 12       | 20       | Pedro Lamy            | Minardi-Ford       | 43         | + 2 kör                | 18       |      |
| 13       | 4        | Gerhard Berger        | Benetton-Renault   | 42         | Motorhiba              | 2        |      |
| Ki       | 2        | Eddie Irvine          | Ferrari            | 34         | Motorhiba              | 8        |      |
| Ki       | 14       | Johnny Herbert        | Sauber-Ford        | 25         | Rezgések               | 14       |      |
| Ki       | 10       | Pedro Diniz           | Ligier-Mugen-Honda | 19         | Motorhiba              | 11       |      |
| Ki       | 18       | Katajama Ukjó         | Tyrrell-Yamaha     | 19         | Kicsúszás              | 16       |      |
| Ki       | 7        | Mika Häkkinen         | McLaren-Mercedes   | 13         | Váltóhiba              | 4        |      |
| Ki       | 17       | Jos Verstappen        | Footwork-Hart      | 0          | Ütközés                | 17       |      |
| NK       | 21       | Giovanni Lavaggi      | Minardi-Ford       |            | Nem kvalifikálta magát |          |      |

## A világbajnokság élmezőnyének állása a verseny után
| H  | Versenyzők         | Pont | H  | Konstruktőrök    | Pont |
| -- | ------------------ | ---- | -- | ---------------- | ---- |
| 1. | Damon Hill         | 73   | 1. | Williams-Renault | 125  |
| 2. | Jacques Villeneuve | 52   | 2. | Benetton-Renault | 47   |
| 3. | Jean Alesi         | 31   | 3. | Ferrari          | 38   |
| 4. | Michael Schumacher | 29   | 4. | McLaren-Mercedes | 34   |
| 5. | David Coulthard    | 18   | 5. | Jordan-Peugeot   | 14   |

## Statisztikák
Vezető helyen:
- Gerhard Berger: 31 (1-23 / 35-42)
- Damon Hill: 14 (24-34 / 43-45)

Damon Hill 20. győzelme, 18. pole-pozíciója, 16. leggyorsabb köre, 5. mesterhármasa (gy, pp, lk)
- Williams 92. győzelme.